# Anolis unilobatus
Espèce
Synonymes
- Norops unilobatus (Köhler & Veselý, 2010)

Anolis unilobatus est une espèce de sauriens de la famille des Dactyloidae. 

## Répartition
Cette espèce se rencontre jusqu'à 1 200 m d'altitude :
- au Chiapas au Mexique ;
- au Guatemala ;
- au Honduras ;
- au Nicaragua ;
- au Costa Rica.

## Publication originale
- Köhler & Veselý, 2010 : A Revision of the Anolis sericeus Complex with the Resurrection of A. wellbornae and the Description of a New Species (Squamata: Polychrotidae). Herpetologica, vol. 66, no 2, p. 207-228.